# USS Scamp (SS-277)
USS Scamp (SS-277) là một tàu ngầm lớp Gato từng phục vụ cùng Hải quân Hoa Kỳ trong Chiến tranh Thế giới thứ hai. Nó là chiếc tàu chiến đầu tiên của Hải quân Hoa Kỳ được đặt cái tên này, theo tên một loài trong họ Cá mú. Nó đã phục vụ trong suốt Thế chiến II, thực hiện tổng cộng tám chuyến tuần tra, đánh chìm năm tàu Nhật Bản, bao gồm một tàu ngầm, với tổng tải trọng 34.108 tấn. Con tàu có thể đã bị đánh chìm trong chuyến tuần tra cuối cùng ngoài khơi vịnh Tokyo vào ngày 11 tháng 11, 1944. Scamp được tặng thưởng bảy Ngôi sao Chiến trận do thành tích phục vụ trong Thế Chiến II.

## Thiết kế và chế tạo
Lớp tàu ngầm Gato được thiết kế cho mục đích một tàu ngầm hạm đội nhằm có tốc độ trên mặt nước cao, tầm hoạt động xa và vũ khí mạnh để tháp tùng hạm đội chiến trận. Con tàu dài 311 ft 9 in (95,02 m) và có trọng lượng choán nước 1.525 tấn Anh (1.549 t) khi nổi và 2.424 tấn Anh (2.463 t) khi lặn. Chúng trang bị động cơ diesel dẫn động máy phát điện để cung cấp điện năng cho bốn động cơ điện, đạt được công suất 5.400 shp (4.000 kW) khi nổi và 2.740 shp (2.040 kW) khi lặn, cho phép đạt tốc độ tối đa 21 hải lý trên giờ (39 km/h) và 9 hải lý trên giờ (17 km/h) tương ứng. Tầm xa hoạt động là 11.000 hải lý (20.000 km) khi đi trên mặt nước ở tốc độ 10 hải lý trên giờ (19 km/h) và có thể hoạt động kéo dài đến 75 ngày và lặn được sâu tối đa 300 ft (90 m).
Lớp tàu ngầm Gato được trang bị mười ống phóng ngư lôi 21 in (530 mm), gồm sáu ống trước mũi và bốn ống phía phía đuôi tàu, chúng mang theo tối đa 24 quả ngư lôi. Vũ khí trên boong tàu gồm một hải pháo 3 inch/50 caliber, và thường được tăng cường một khẩu pháo phòng không Bofors 40 mm nòng đơn và một khẩu đội Oerlikon 20 mm nòng đôi, kèm theo súng máy .50 caliber và .30 caliber. Tiện nghi cho thủy thủ đoàn bao gồm điều hòa không khí, thực phẩm trữ lạnh, máy lọc nước, máy giặt và giường ngủ cho hầu hết mọi người, giúp họ chịu đựng cái nóng nhiệt đới tại Thái Bình Dương cùng những chuyến tuần tra kéo dài đến hai tháng rưỡi.
Scamp được đặt lườn tại Xưởng hải quân Portsmouth ở Kittery, Maine vào ngày 6 tháng 3, 1942. Nó được hạ thủy vào ngày 20 tháng 7, 1942, được đỡ đầu bởi cô Katherine Eugenia McKee, và được cho nhập biên chế cùng Hải quân Hoa Kỳ vào ngày 18 tháng 9, 1942 dưới quyền chỉ huy của Hạm trưởng, Thiếu tá Hải quân Walter Gale Ebert.

## Lịch sử hoạt động

### 1943
Sau khi hoàn tất việc chạy thử máy huấn luyện tại các vùng biển ngoài khơi New London, Connecticut và Newport, Rhode Island, Scamp chuẩn bị để được điều động sang khu vực Mặt trận Thái Bình Dương. Nó khởi hành từ Căn cứ Tàu ngầm Hải quân New London vào ngày 19 tháng 1, 1943, băng qua kênh đào Panama và đi đến Trân Châu Cảng vào ngày 13 tháng 2, nơi con tàu được sửa chữa và tiếp tục huấn luyện.

#### Chuyến tuần tra thứ nhất
Khởi hành từ Trân Châu Cảng vào ngày 1 tháng 3 cho chuyến tuần tra đầu tiên, Scamp đưa một hành khách là Chuẩn đô đốc Charles A. Lockwood, Jr., Tư lệnh Lực lượng Tàu ngầm Hạm đội Thái Bình Dương đi đến đảo Midway vào ngày 5 tháng 3, nơi con tàu được tiếp thêm nhiên liệu trước khi hướng sang vùng bờ biển Honshū, Nhật Bản. Hai đợt tấn công đầu tiên đã không thành công khi các quả ngư lôi gặp trục trặc và khiếm khuyết. Sau khi ngắt bỏ cơ chế cảm ứng từ trên ngòi nổ các quả ngư lôi còn lại, nó gây hư hại cho một tàu không rõ tên vào đêm 20 tháng 3, và cho tàu buôn Manju Maru vào sáng ngày 21 tháng 3, trước khi quay trở lại Midway vào ngày 26 tháng 3, và về đến Trân Châu Cảng vào ngày 7 tháng 4.

#### Chuyến tuần tra thứ hai
Lên đường vào ngày 19 tháng 4 cho chuyến tuần tra thứ hai tại khu vực Tây Nam Thái Bình Dương, Scamp được tiếp thêm nhiên liệu tại đảo Johnston trước khi băng qua giữa các quần đảo Marshall và Gilbert để trinh sát các đảo Ocean và Nauru. Nó hoàn tất việc trinh sát trong các ngày 27 và 28 tháng 4, và bắt đầu hướng sang khu vực quần đảo Bismarck. Sau khi bắt gặp ba mục tiêu đầu tiên lại là các tàu bệnh viện, đến xế trưa ngày 28 tháng 5, nó phóng trúng ba ngư lôi vào chiếc tàu tiếp liệu thủy phi cơ Kamikawa Maru (6.853 tấn), vốn đã bị hư hại bởi ngư lôi của tàu ngầm chị em Wahoo (SS-238) vào ngày 4 tháng 5. Sau khi lặn xuống để né tránh phản công từ các tàu hộ tống, đến sau nữa đêm, nó phóng bồi thêm hai quả ngư lôi để kết liễu Kamikawa Maru. Chiếc tàu ngầm kết thúc chuyến tuần tra khi quay trở về căn cứ Brisbane, Australia vào ngày 4 tháng 6.

#### Chuyến tuần tra thứ ba

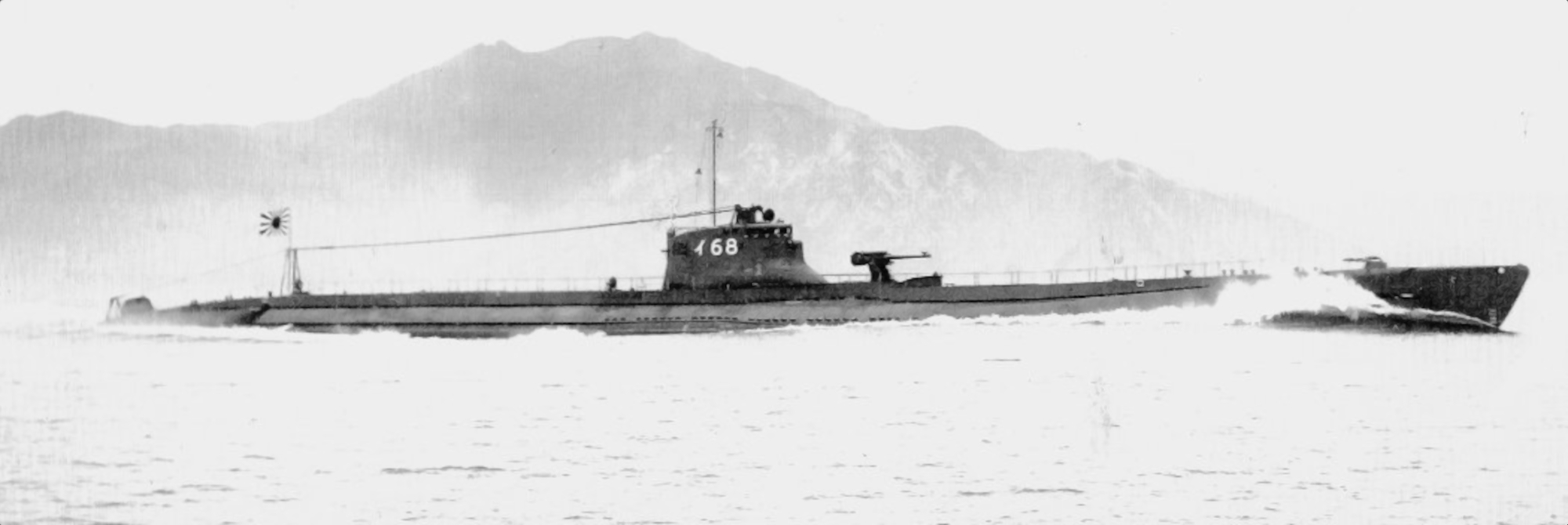
Tàu ngầm Nhật Bản I-168 vào tháng 3 năm 1934. Nó bị Scamp đánh chìm vào ngày 27 tháng 7, 1943.

Xuất phát từ Brisbane cho chuyến tuần tra thứ ba từ ngày 22 tháng 6 đến ngày 8 tháng 8, Scamp hoạt động tại khu vực quần đảo Solomon và phía Bắc quần đảo Bismarck. Nó băng qua quần đảo Shortland vào ngày 14 tháng 7, rồi bắt gặp một đoàn tàu vận tải đối phương vào ngày 27 tháng 7. Một tàu khu trục đối phương đã tiếp cận và thả hai quả mìn sâu, nhưng nó vẫn tiếp cận đoàn tàu và phóng một loạt sáu quả ngư lôi nhắm vào một tàu chở dầu, trúng đích một. Tuy nhiên chiếc tàu ngầm không thể xác định kết quả do buộc phải lặn xuống để né tránh tàu hộ tống đối phương phản công. Sau đó nó tiếp tục tuần tra tại khu vực quần đảo Bismarck, tiến vào eo biển Steffen giữa các đảo New Ireland và New Hanover.
Đến chiều tối cùng ngày hôm đó, 27 tháng 7, lúc 17 giờ 54 phút, Scamp phát hiện một tàu ngầm Nhật Bản; đối thủ phóng một quả ngư lôi nhắm vào Scamp, nên nó buộc phải lặn khẩn cấp xuống độ sâu 220 foot (67 m) để quả ngư lôi lướt ngang bên trên. Mười phút sau đó, nó trồi lên độ sâu kính tiềm vọng để đối đầu tàu ngầm đối phương, và đến 18 giờ 12 phút đã phóng một loạt bốn quả ngư lôi nhắm vào đối thủ, khiến mục tiêu nổ tung. Vào lúc đó, phía Đồng Minh tin rằng đó là tàu ngầm I-24, nhưng phân tích tài liệu thu được sau chiến tranh cho thấy con tàu bị đánh chìm là chiếc I-168, là chiếc đã đánh chìm tàu sân bay Yorktown (CV-5) và tàu khu trục Hammann (DD-412) trong trận Midway. Scamp quay trở về Brisbane để kết thúc chuyến tuần tra, và được tái trang bị tại đây trong gần một tháng.

#### Chuyến tuần tra thứ tư
Lên đường cho chuyến tuần tra thứ tư, Scamp tiếp tục hoạt động tại khu vực quần đảo Solomon và quần đảo Bismarck. Nó tấn công một đoàn ba tàu buôn vào ngày 18 tháng 9, đánh trúng chiếc tàu chở hành khách Kansai Maru (8.614 tấn); một tàu buôn khác cơ động né tránh được quả ngư lôi. Nó phải lặn sâu để né tránh các tàu hộ tống truy đuổi, rồi kết liễu Kansai Maru trong đêm đó. Đến sáng ngày 21 tháng 9, nó phát hiện một đoàn tàu được hộ tống mạnh mẽ, rồi truy đuổi trong suốt ba ngày tiếp theo nhưng bị ngăn trở bởi những cơn mưa giông, bom ném từ máy bay và hoạt động tích cực của những tàu hộ tống. Nó từ bỏ cuộc truy đuổi vào ngày 24 tháng 9, và về đến căn cứ Brisbane vào ngày 1 tháng 10.

#### Chuyến tuần tra thứ năm
Trong chuyến tuần tra thứ năm từ ngày 22 tháng 10 đến ngày 26 tháng 11, Scamp thoạt tiên hỗ trợ cho chiến dịch đổ bộ lên quần đảo Treasury từ ngày 28 đến ngày 30 tháng 10, rồi chuyển sang tuần tra tại vùng biển giữa Kavieng và Truk. Vào ngày 4 tháng 11, nó phóng ba quả ngư lôi nhắm vào một tàu chở hành khách; một quả bị kích nổ sớm nhưng ít nhất một quả khác đã trúng đích và gây hư hại cho mục tiêu. Sau đó Scamp phải lặn sâu để né tránh phản công từ những tàu hộ tống. Đến ngày 10 tháng 11, nó tiếp tục gây hư hại cho chiếc Tokyo Maru (6.481 tấn), rồi lặn sâu để né tránh những quả mìn sâu thả xuống, và phóng bồi thêm ba quả ngư lôi vào chiếc tàu buôn lúc này đã bị nghiêng, nhưng vẫn chưa đủ để đánh chìm mục tiêu. Lúc khoảng 21 giờ 00, nó thấy Tokyo Maru được các tàu khác kéo đi; nhưng phân tích tài liệu thu được cho biết Tokyo Maru đã bị đắm trước bình minh ngày hôm sau. Đến ngày 12 tháng 11, nó phóng ngư lôi gây hư hại nặng cho chiếc Agano, khiến chiếc tàu tuần dương hạng nhẹ phải được kéo quay trở về Truk. Sáu ngày sau đó, chiếc tàu ngầm bị hư hại nhẹ do mảnh bom từ hai quả bom bởi một thủy phi cơ ném xuống; nó kết thúc chuyến tuần tra tại căn cứ Brisbane.

### 1944

#### Chuyến tuần tra thứ sáu
Rời Brisbane vào ngày 16 tháng 12, 1943 cho chuyến tuần tra thứ sáu, Scamp quay trở lại vùng biển Bismarck quen thuộc. Trong đêm 6 tháng 1, 1944, nó tấn công một tàu chở dầu nhưng toàn bộ số ngư lôi phóng ra đều bị trượt, rồi bản thân bị mắc kẹt giữa hai tàu khu trục Nhật Bản. Lúc 23 giờ 23 phút nó trồi lên mặt nước và chạy hết tốc độ để lẫn tránnh đối phương truy đuổi ở khoảng cách 8.000 thước Anh (7.300 m) phía sau. Đến ngày 14 tháng 1, nó len lỏi giữa hai tàu khu trục đối phương để phóng sáu quả ngư lôi nhắm vào chiếc tàu chở dầu Nippon Maru (9.975 tấn), đánh chìm được mục tiêu. Chiếc tàu ngầm quay xuống phía Nam để làm nhiệm vụ tìm kiếm và giải cứu ở khu vực phía Bắc rạn san hô Lyra để hỗ trợ cho hoạt động của máy bay ném bom B-24 Liberator của Không lực Lục quân. Nó đi đến vịnh Milne, New Guinea để được tái trang bị vào ngày 6 tháng 2.

#### Chuyến tuần tra thứ bảy
Trong chuyến tuần tra thứ bảy từ ngày 3 tháng 3 đến ngày 22 tháng 4, Scamp hoạt động dọc theo các tuyến hàng hải giữa New Guinea, Palau và Mindanao thuộc Philippines. Sau giai đoạn tuần tra ban đầu mà không gặp mục tiêu nào phù hợp, nó đi đến vịnh Langemak từ ngày 29 đến ngày 31 tháng 3 để sửa chữa máy tính dữ liệu ngư lôi. Quay trở lại tuần tra, nó bắn cháy một tàu đánh cá vũ trang (200 tấn) vào ngày 4 tháng 4, nhưng không thể tiêu diệt mục tiêu khi khẩu pháo bị kẹt đạn.
Ba ngày sau đó, Scamp đụng độ với sáu tàu tuần dương được các tàu khu trục cùng máy bay tuần tra hộ tống về phía Nam vịnh Davao. Nó lặn xuống ở độ sâu 100 foot (30 m) bên dưới các tàu khu trục đối phương mà không bị phát hiện, rồi trồi lên mặt nước lúc 14 giờ 05 phút, nhưng buộc phải tiếp tục lặn do gặp máy bay đối phương. Ít lâu sau, khi cố gắng trồi lên mặt nước một lần nữa, một thủy phi cơ đã ném một quả bom ngay sát con tàu, khiến nó mất điện toàn bộ và chìm xuống cho đến độ sâu 300 foot (91 m) thì dừng lại và bắt đầu nổi trở lên, trong khi phòng ngư lôi phía đuôi dày đặc khói. Con tàu duy trì được độ sâu 52 foot (16 m) và ở trạng thái bập bềnh lên xuống và bị chìm xuống một lần nữa trước khi có điện trở lại. Với tốc độ khoảng hai phần ba và độ sâu 150 foot (46 m), nó rút lui khỏi khu vực đồng thời thả bọt khí và dầu lên mặt nước để đánh lừa đối phương, và bắt đầu hành trình rút lui về quần đảo Admiralty. Khi nổi lên mặt nước lúc 21 giờ 06 phút, con tàu bị nghiêng 17 độ, hướng đến Seeadler Harbor thuộc đảo Manus, và đến nơi vào ngày 16 tháng 4.
Sau khi được sửa chữa khẩn cấp tại Manus, Scamp chuyển đến vịnh Milne vào ngày 22 tháng 4, rồi tiếp tục lên đường đi về quần đảo Hawaii để được đại tu tại Xưởng hải quân Trân Châu Cảng.

#### Chuyến tuần tra thứ tám
Lên đường cho chuyến tuần tra thứ tám, cũng là chuyến cuối cùng, từ Trân Châu Cảng vào ngày 16 tháng 10, Scamp được tiếp thêm nhiên liệu tại Midway vào ngày 20 tháng 10 trước khi tiếp tục hướng sang khu vực quần đảo Bonin. Trong bức điện gửi về căn cứ vào ngày 9 tháng 11, nó báo cáo đang ở vị trí khoảng 150 hải lý (280 km) về phía Bắc quần đảo Bonin, với 24 quả ngư lôi và khoảng 77.000 gal Mỹ (291.000 L) nhiên liệu còn lại. Sau đó chiếc tàu ngầm mất liên lạc. Một mệnh lệnh vào ngày 14 tháng 11 điều động Scamp sang nhiệm vụ tìm kiếm và giải cứu ngoài khơi vịnh Tokyo để hỗ trợ cho hoạt động của máy bay ném bom B-29 Superfortress thuộc Không lực Lục quân đã không được con tàu hồi đáp.
Phân tích những tài liệu thu được của Hải quân Đế quốc Nhật Bản sau chiến tranh cho thấy Scamp đã bị máy bay tuần tra đối phương phát hiện và tấn công vào ngày 11 tháng 11. Sau đó nó tiếp tục bị tàu phòng vệ duyên hải CD-4 truy đuổi, và bị phát hiện ở khoảng cách 3.300 thước Anh (3.000 m). Scamp đã phóng ba quả ngư lôi vào đối thủ ở khoảng cách 1.100 thước Anh (1.000 m) nhưng đối phương cơ động né tránh được. CD-4 tấn công với khoảng 70 quả mìn sâu trong ba lượt khác nhau, đánh chìm được Scamp tại tọa độ 33°38′B 141°00′Đ / 33,633°B 141°Đ.
Scamp được chính thức công bố bị mất vào ngày 12 tháng 4, 1945, và tên nó được cho rút khỏi danh sách Đăng bạ Hải quân vào ngày 28 tháng 4, 1945.

## Phần thưởng
Scamp được tặng thưởng bảy Ngôi sao Chiến trận do thành tích phục vụ trong Thế Chiến II. Nó được ghi công đã đánh chìm năm tàu Nhật Bản, bao gồm một tàu ngầm, với tổng tải trọng 34.108 tấn.
|  |                                         |  |
|  | Silver star · Bronze star · Bronze star |  |

| Dãi băng Hoạt động Tác chiến  |                                                                         |                                      |
| Huân chương Chiến dịch Hoa Kỳ | Huân chương Chiến dịch Châu Á-Thái Bình Dương với 7 Ngôi sao Chiến trận | Huân chương Chiến thắng Thế Chiến II |